# THEMIS
THEMIS é a designação de uma missão espacial que originalmente seria uma constelação de cinco satélites identificados como: THEMIS A, THEMIS B, THEMIS C, THEMIS D e THEMIS E, estudariam o lançamento de energia da magnetosfera terrestre conhecidas como subtempestades, fenômenos celestes que intensificam a ocorrência de auroras nas proximidades dos pólos norte e sul.

## Evolução da missão
Três dos satélites permanecem na órbita da Terra, enquanto dois foram desviados para perto da órbita da Lua. Os satélites foram lançados em 17 de fevereiro de 2007 da base de lançamento aeroespacial de Cabo Canaveral, nos Estados Unidos, a bordo de um foguete Delta II. Cada satélite transporta instrumentos idênticos, incluindo um magnetômetro fluxgate (FGM), um analisador eletrostático (ESA ), um telescópio de estado sólido (SST), um magnetômetro busca-coil (SCM) e um instrumento de campo elétrico (EFI). Cada um tem uma massa de 126 kg, incluindo 49 kg de combustível.

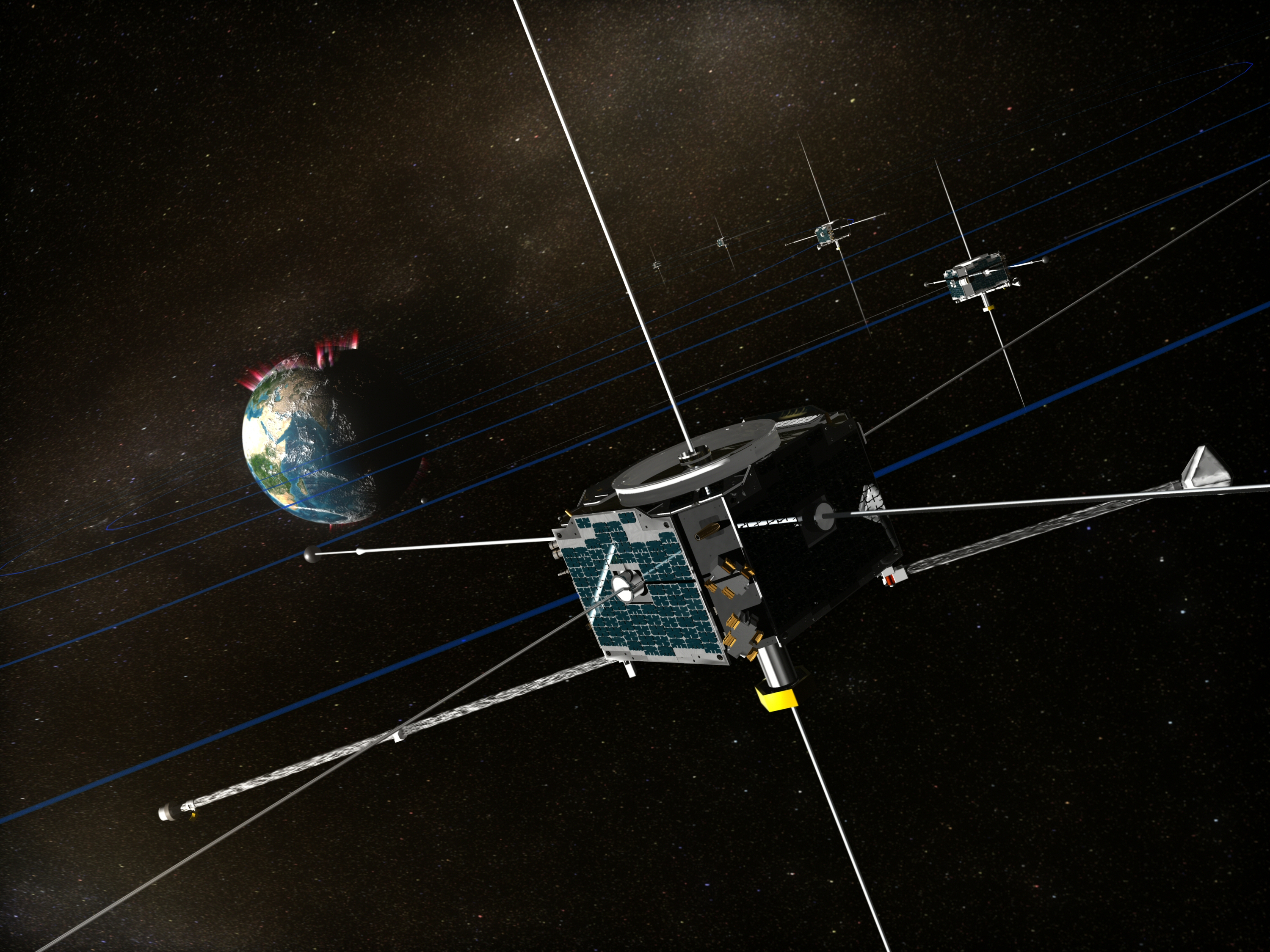
THEMIS em órbita.

## Missão Estendida
No dia 19 de Maio de 2008, no Laboratório de Ciências Espaciais (SSL), em Berkeley, nos Estados Unidos, a NASA anunciou ter prorrogado o tempo de vida da missão para 2012.